# Хемофобия
Хемофо́бия — иррациональная боязнь химических соединений, одна из форм технофобии и страха неизвестности. Обычно она проявляется в форме предубеждения против «химии», под которой понимаются продукты (обычно косметика либо пищевые продукты), произведённые человеком в промышленных условиях. «Химии» противопоставляются натуральные или «органические» продукты, которые объявляются априори полезными. Причиной возникновения хемофобии является недостаток доверия в обществе к науке в целом и химии в частности и неадекватное восприятие этих областей человеческой деятельности.
Феномен хемофобии неразрывно связан с особенностями психологии человека, обуславливающими его ответную реакцию на состав окружающей информационной среды. Хемофобия как массовое явление связана с тиражированием недостоверной информации в СМИ и с рядом резонансных инцидентов, которые были допущены недобросовестными производителями, что в совокупности привело к созданию неблагоприятного информационного фона для всей химической промышленности в целом.
Несмотря на давнюю историю самого явления, термин «хемофобия» появился только в начале 2000-х годов на фоне очередной волны повышения общественной обеспокоенности наличием в повседневной жизни большого количества продукции, полученной искусственным путем. Эта обеспокоенность, приобретшая массовый и ажиотажный характер, была, в свою очередь, подхвачена рядом коммерческих организаций, которые начали выстраивать маркетинговые кампании своих товаров на противопоставлении, называя их «органическими» и «натуральными», подразумевая, что продукция, полученная химическим путём, не может быть полезной.
Боязнь продукции, произведённой при помощи химии, таким образом, является иррациональной в силу того факта, что весь окружающий мир, включая самих людей, состоит из химических элементов и их соединений, и как искусственно синтезированные, так и естественно образовавшиеся в природе вещества могут быть как вредными, так и полезными в зависимости от своих свойств и употребляемого количества. Считается, что за счёт своей иррациональной природы хемофобия является вредным и даже опасным явлением.

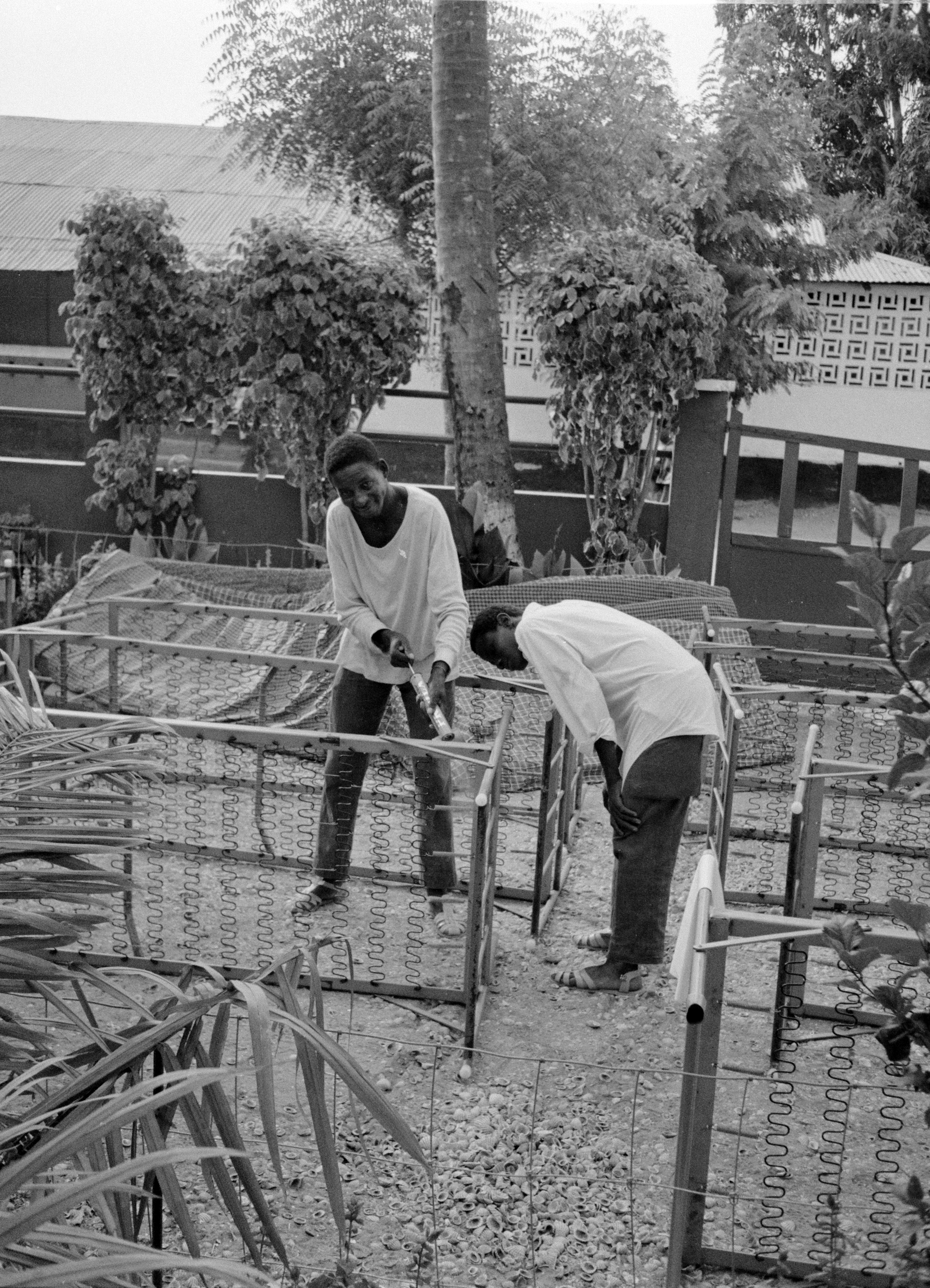
Дезинфекция больничных коек с помощью ДДТ, Сенегал, 1973 г.

По мнению главного редактора журнала Chemistry & Industry Нейла Эйсберга, основной причиной хемофобии является утрата обществом доверия к химической промышленности после крупных катастроф на химических предприятиях Бхопала и Севезо. Свой вклад также вносят «СМИ и общества защитников природы, возникшие после публикации книги Рэйчел Карсон Безмолвная весна».
Одним из примеров очевидного вреда, причинённого хемофобией человечеству, являются последствия от резкого введения в 1960-х годах полного запрета на ДДТ — инсектицида, принёсшего своему изобретателю, Паулю Мюллеру, Нобелевскую премию по медицине в 1948 году. Причиной введения запрета стала первая массовая волна хемофобии в обществе, порождённая выходом книги Рэйчел Карсон о предполагаемом вреде ДДТ. Полный запрет на ДДТ привёл к тому, что эпидемия малярии — болезни, практически истреблённой рядом развивающихся стран благодаря применению этого инсектицида в начале 1960-х годов, — вскоре вспыхнула с новой силой.
Развитие современных методов аналитической химии, приводящее к снижению пределов обнаружения определяемых веществ до экстремально низких концентраций, также вносит свой вклад в развитие хемофобии. Несмотря на то, что определяемые концентрации веществ вполне безвредны, средства массовой информации часто сообщают об «обнаружении вредных химических веществ в общедоступном объекте», при этом обнаруженная концентрация и концентрация, в которой данное вещество может наносить вред, не приводятся.
В своё время использование ДДТ в одной только Шри-Ланке позволило сократить заболеваемость малярией с 2,8 млн человек в 1948 году до 1,7 млн в 1963. Однако после запрета на его использование количество случаев заболевания малярией на острове в короткие сроки вновь достигло отметки в 2,5 млн человек. После анализа последствий введённых ограничений ДДТ был реабилитирован Всемирной организацией здравоохранения для профилактики малярии, однако ущерб, нанесённый его неприменением в годы полного запрета, уже нельзя компенсировать.

## Описание явления
При хемофобии имеет место предубеждение, что продукция, полученная искусственным путём, наносит вред здоровью человека. При этом никаких значимых доказательств для обоснования этого суждения, как правило, не приводится.
Необходимо понимать, что отнюдь не все соединения, полученные химическим путём, опасны, точно так же, как и не все соединения, появившиеся в природе естественным образом, полезны. Слова «синтетический» и «натуральный» говорят только о происхождении вещества, но не о потенциальной пользе либо вреде от его использования: для определения полезности вещества необходимо знать его точное количество и способ предполагаемого использования. Все вещества — и натурального, и искусственного происхождения — могут становиться небезопасными при превышении допустимой нормы потребления. К примеру, стакан яблочных косточек содержит дозу цианида, способную убить взрослого человека, а ботулотоксин, производимый в процессе жизнедеятельности бактериями, способными размножаться в мёде, в 1,3 млрд раз токсичнее свинца.

## Психологический защитный механизм как причина возникновения хемофобии
Существует гипотеза, что хемофобия является частью поведенческой иммунной системы — комплекса психологических механизмов человека, которые улавливают сигналы возможного присутствия в окружающей среде потенциально вредоносных факторов и вызывают в ответ эмоциональный и мыслительный отклик, направленный на избегание взаимодействия с ними в повседневной жизни. Согласно этой точке зрения, хемофобия является обострённым защитным механизмом человека, который выдаёт избыточный негативный отклик на общий комплекс сигналов об окружающей среде. Тут можно провести аналогию с аллергией, однако в случае хемофобии в качестве «аллергенов» выступают получаемые из информационных каналов внешней среды (СМИ, социальные сети и пр.) сообщения, которые воспринимаются сознанием как сигналы о потенциальной опасности тех или иных продуктов, материалов и пр. 

## Аргументация людей, подверженных хемофобии, и её источники
Основные тезисы, на которых выстраивают своё мировосприятие подверженные хемофобии люди, следующие:
- Продукция, полученная химическим путём, всегда представляет опасность для здоровья человека (в том числе вне зависимости от её потребляемого количества);
- Натуральная продукция всегда полезна.

Как отмечается в научном сообществе, аргументация, характерная в случае хемофобии (например, у блогера Food Babe), зачастую абсурдна и противоречит результатам исследований. Однако причины возникновения характерных при хемофобии радикальных взглядов вполне объяснимы и представляют собой накапливавшийся годами неблагоприятный информационный фон, который за счёт простоты доносимого сообщения и его многократного повторения привёл к появлению устойчивых мыслительных шаблонов в общественном сознании. Хемофобия таким образом является одной из форм естественного для общества процесса — множественного, «вирусного» воспроизводства информационного сообщения (в данном случае — о «вреде химии»), которое получило благодатную почву за счёт не всегда высокого уровня научной грамотности аудитории, а также существования людей и организаций (ряда блогеров и СМИ), которые способны в той или иной форме получать экономическую выгоду от искажения информации и трансляции её в массы.
Основную информацию, служащую фундаментом для возникновения хемофобии, можно условно разделить на следующие категории:
- Устаревшая информация — сведения о более ранних, зачастую испытательных образцах продукции, которые за счёт своей новизны иногда действительно оказывались не соответствующими всем необходимым требованиям. Дальнейшее усовершенствование продукции обеспечивает устранение всех возможных нареканий либо способствует введению специальных, обеспечивающих безопасность пользователя правил по обращению с теми или иными материалами. Ярким примером подобного усовершенствования являются изделия из ПВХ: в 1970-е годы технология производства этого полимера была ещё неидеальна и в его составе отмечались повышенные концентрации винилхлорида, однако дальнейшее улучшение технологии позволило свести количество мономера в продукции к минимуму, что сделало ПВХ абсолютно безопасным для применения в самых разных сферах.
- Заблуждения — вызваны недостаточным уровнем научной грамотности. За счёт существования химических соединений и их производных, которые при схожем наименовании обладают различными свойствами и особенностями, имеют место ситуации, когда при обсуждении той или иной темы безопасное вещество путают с небезопасным.
- Манипуляция фактами — может возникать в случае оперирования информацией людьми/организациями, заинтересованными в представлении фактов в удобной для них форме.
- Ложь — может иметь место в случае недобросовестной конкуренции на рынке, где представлена как «натуральная», так и «искусственная» продукция.

Также необходимо понимать, что одним из основных условий возникновения хемофобии является недостаточная проверка информации её получателем ввиду отсутствия возможности/желания. Этот фактор становится очень значимым в современную информационную эпоху, когда количество недостоверной информации резко выросло и вероятность столкнуться с ней достаточно велика.

## Аргументация противников хемофобии
Всё в мире состоит из химических элементов и их соединений. В мире не существует «нехимических» веществ: всё вокруг состоит из тех или иных элементов таблицы Менделеева и их соединений. Даже если предположить, что все «химические» вещества вредны, — невозможно избежать с ними контакта, так как всё вокруг, в том числе и сам человек — состоит из них.

### Количество вещества определяет потенциальный эффект
Абсолютно любое вещество может становиться небезопасным для человека в зависимости от его потребляемого количества. Например, негативное воздействие на организм может иметь место в том числе превышение безопасной нормы потребления воды или поваренной соли. В свою очередь, существует показатель «допустимое суточное потребление» или ADI, который определяет количественную границу, в рамках которой потребление того или иного вещества безопасно для человека.

### Натуральная продукция не всегда полезна
В качестве альтернативы продукции, произведённой при помощи химии, людьми, подверженными хемофобии, рассматривается «натуральная» или «органическая» продукция. Однако бо́льшая полезность «натуральных» и «органических» товаров по сравнению с искусственно синтезированными не доказана до сих пор. Более того, не всегда натуральная продукция является безопасной.
Например, в отсутствие химической защиты, растения подвергаются повышенному стрессу, что заставляет их активировать естественные механизмы, направленные на защиту от грибков, насекомых и других животных (в том числе от людей). В результате этого процесса растения начинают вырабатывать собственные защитные химикаты, в том числе — микотоксины, которые являются канцерогенами.
Исследования потенциала использования пестицидов, произведённых из растительного сырья, показали, что они значительно уступают по показателям эффективности текущим средствам. Брюсом Эймсом были проведены исследования по воздействию натуральных пестицидов, которые вырабатываются самими растениями, на грызунов. Оказалось, что в выборке из 52 натуральных пестицидов 27 были канцерогенными. «Вероятно, практически каждый фрукт и овощ, находящийся на прилавках супермаркетов, содержит натуральные растительные пестициды, которые канцерогенны для грызунов», — заявил Эймс по результатам исследования. Как следствие, данное исследование позволяет запретить все эти продукты на территории США, согласно поправке Делани — закону, устанавливающему, что ни одна пищевая добавка не может быть названа безопасной (а значит, и использована в пище), если было доказано, что она вызывает раковые заболевания у животных или людей. При этом по статистике в среднем за день человеком потребляется примерно 1,5 мг натуральных пестицидов — это в 17 раз больше, чем среднее ежедневное количество потребляемых с едой искусственных пестицидов (0,09 мг).
Если предположить, что хорошо исследованные вещества для химической защиты растений будут запрещены из-за необоснованных опасений, вызванных хемофобией, — это приведёт к значительным потерям урожайности из-за насекомых-вредителей. Кроме того, фрукты и овощи подорожают, что заставит людей заменять их другими, менее полезными источниками углеводов. В совокупности, это может привести к значительному ухудшению уровня здоровья населения.
Что касается натуральных лекарственных средств, в медицинской литературе сообщается о целом ряде кожных реакций, которые вызываются использованием в лечебных целях экстрактов растений, в том числе: дерматит, крапивница, синдром Стивенса-Джонсона и др. Сфера производства и распространения экстрактов растений при этом слабо регулируется, что не позволяет объективно оценивать степень безопасности произведённых из них товаров. В отличие от фармацевтических препаратов, которые, как правило, содержат одно хорошо изученное и протестированное действующее вещество, натуральные лекарства могут содержать целый комплекс активных веществ, одновременное воздействие которых на человеческий организм предсказать очень сложно.
Немаловажным фактором, от которого зависит безопасность лечебной продукции из натуральных компонентов, являются и условия выращивания растений, служащих для неё сырьём. Концентрации активных веществ, содержащихся в растении, зависят от целого ряда характеристик окружающей среды, при которых происходит выращивание (температура, высота над уровнем моря, влажность, количество солнечного света и др.). Отсутствие контроля над этими показателями может привести к непредсказуемым реакциям организма на повышенное количество натуральных активных веществ, которые при превышении допустимой концентрации могут становиться небезопасными.

## Полезное применение продукции, полученной химическим путём

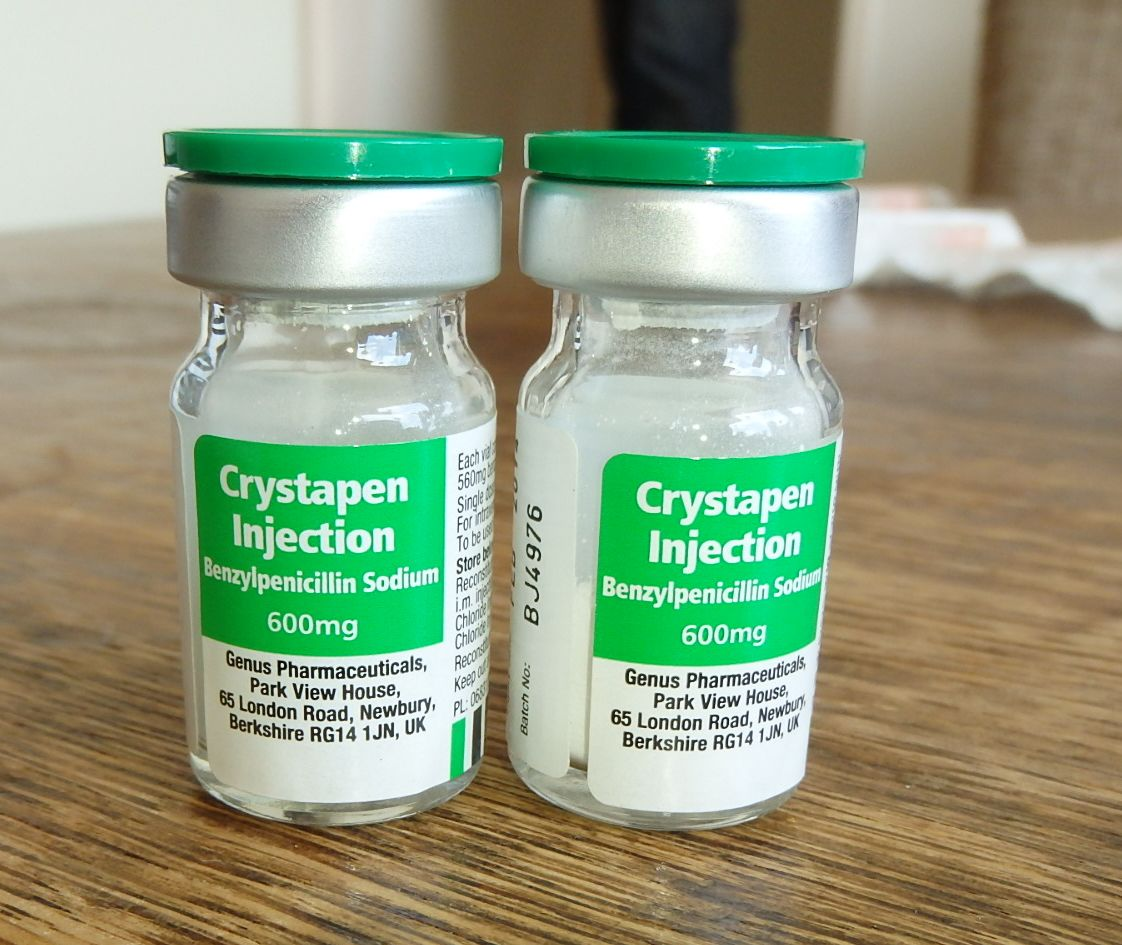
Ампулы с пенициллином

### Медицина
Лекарственные средства, производимые на основе искусственно синтезированных веществ, играют огромную роль в благосостоянии современного общества. Ярким примером является открытый в 1928 году Александром Флемингом пенициллин.
Благодаря использованию этого первого антибактериального препарата только во время Второй мировой войны были спасены сотни тысяч человеческих жизней, а общее число спасённых людей с 1928 года исчисляется миллионами. Безопасность лекарственных средств, находящихся в обороте, гарантируется законодательством в сфере здравоохранения, которое регламентирует порядок обязательной сертификации лекарственных средств.  

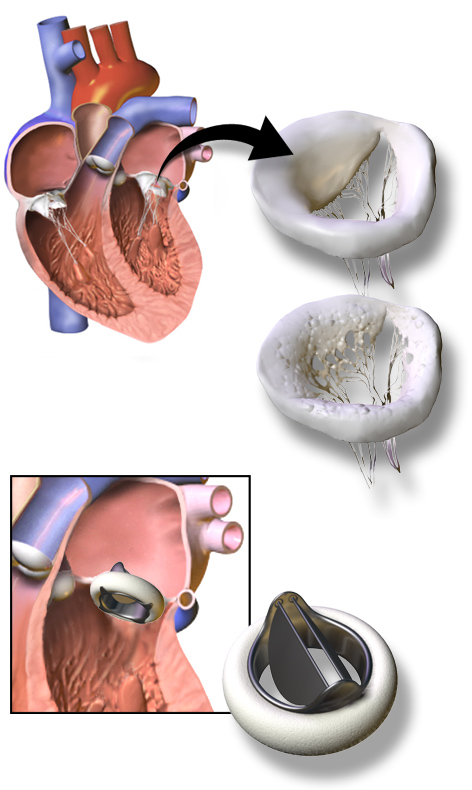
Искусственные клапаны сердца

В сфере медицины особые требования по безопасности предъявляются не только к активным веществам, но и к материалам, что позволяет судить о высокой степени безопасности полимерной продукции, получившей широкое распространение в медицинской практике. К примеру, высокая совместимость такого полимера, как полиэтилен, с тканями живого организма позволяет изготавливать на его основе внешние и внутренние протезы.
Из полиэтилена производят протезы для рук и ног, замещение глазного хрусталика, а сверхвысокомолекулярный полиэтилен за счёт своих уникальных свойств является отличным материалом для создания протезов хрящевой ткани суставов. Установка искусственных клапанов сердца, которые также производятся из полиэтилена, в одной только Индии ежегодно позволяет спасать жизни 10 000 человек. Такой клапан установлен, в том числе, и у известного голливудского актёра — Арнольда Шварценеггера. 

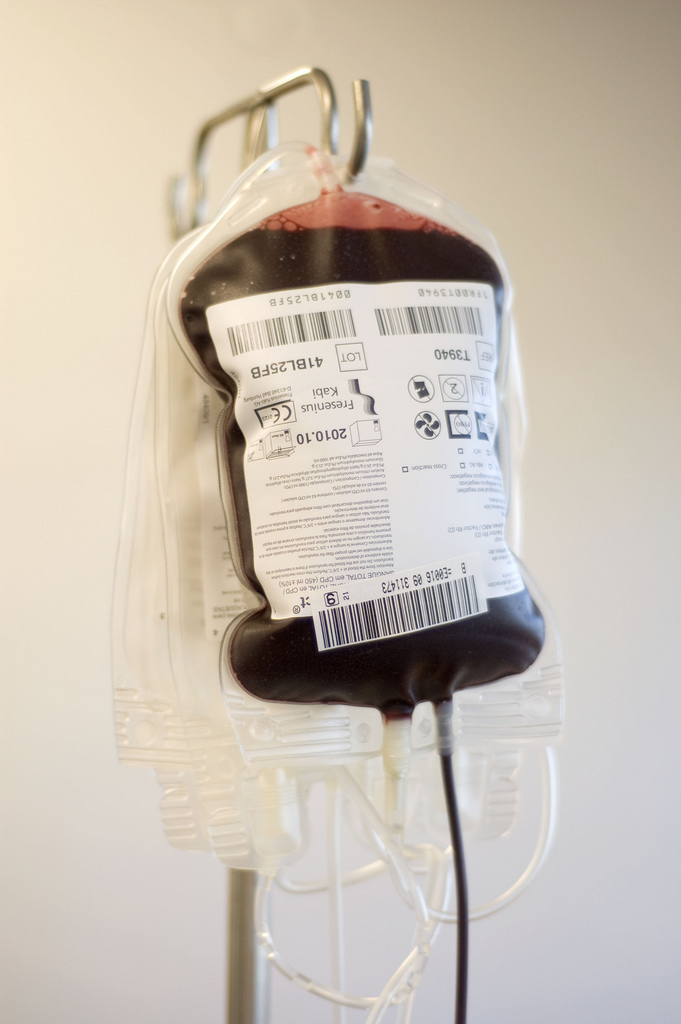
Гибкий пакет для донорской крови из ПВХ

Из другого полимера — полипропилена — производится нить, широко применяемая в шовной хирургии за счёт таких своих свойств, как биологическая инертность, монолитность и гидрофобность, которые позволяют избежать разложения нити в организме и инфицирования.
Из полипропилена также изготавливаются одноразовые шприцы, применение которых вместо многоразовых стеклянных шприцев позволяет избежать массового распространения опасных вирусных инфекций (в частности, ВИЧ) среди населения — по предварительным оценкам, их использование уже позволило спасти жизни более 9 миллионов человек. 

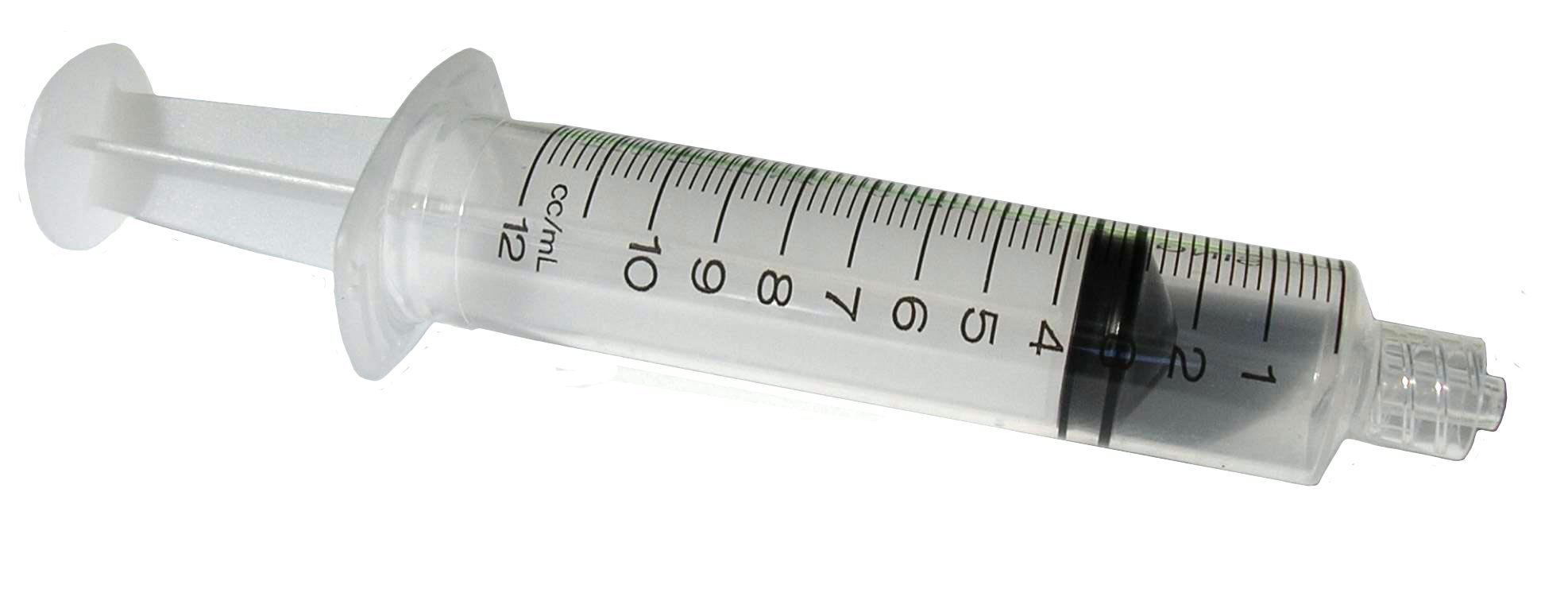
Пластиковый шприц

Чрезвычайно распространено в медицине использование полистирола. Его применяют для производства медицинских корзин, пробирок, чашек Петри, диагностических компонентов, коробок под медицинские приборы и наборы для анализов.
Ещё одним широко представленным в сфере здравоохранения полимером является поливинилхлорид (ПВХ). Из него производят пакеты для крови, медицинские трубки, а также блистерные плёнки для хранения препаратов. Гибкость пакетов для крови, произведённых из ПВХ, позволила в своё время произвести настоящий прорыв в переливании крови, так как ранее хрупкость контейнеров для крови вызывала у медиков целый ряд проблем. 

### Бытовая химия
Бытовая химия представлена целым рядом товаров: стиральными порошками, средствами личной гигиены, средствами для борьбы с насекомыми, чистящими и моющими средствами. Эти товары дают людям возможность ежедневно поддерживать общую гигиену, что в определённой степени позволяет обеспечивать защиту населения от возникновения эпидемий опасных заболеваний. По данным Всемирной организации здравоохранения, от одних только диарейных заболеваний, возникающих как раз из-за отсутствия средств личной гигиены, в мире происходит 1,5 миллиона смертей ежегодно.

### Сельское хозяйство

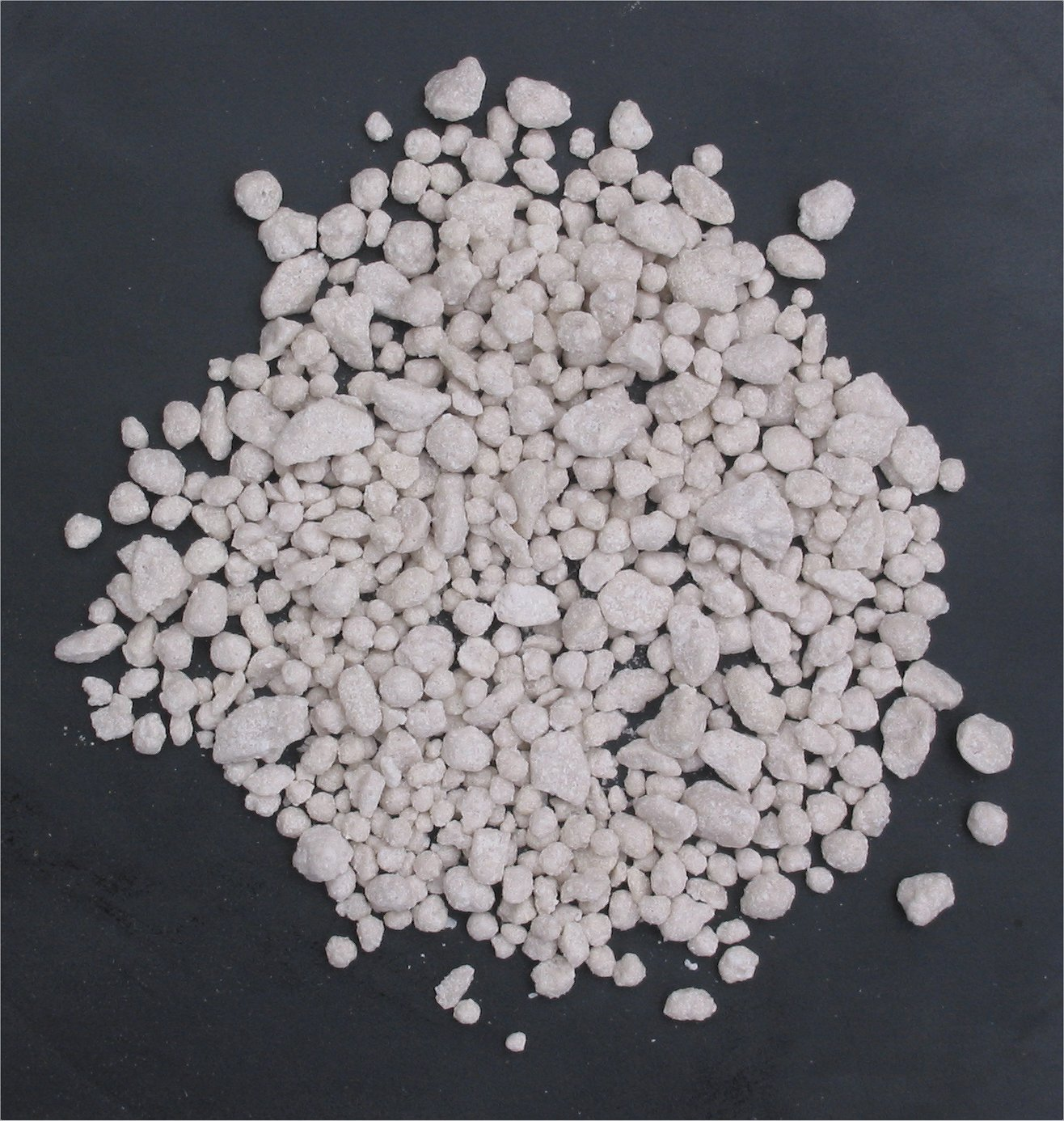
Калийные удобрения

Искусственные удобрения практически не отличаются по своему составу от натуральных и при этом позволяют удовлетворять растущий спрос населения на продукты питания (задача, с которой уже не справляются натуральные удобрения). Использование искусственных удобрений позволяет значительно повышать плодородность истощённой почвы за счёт её обогащения питательными веществами.

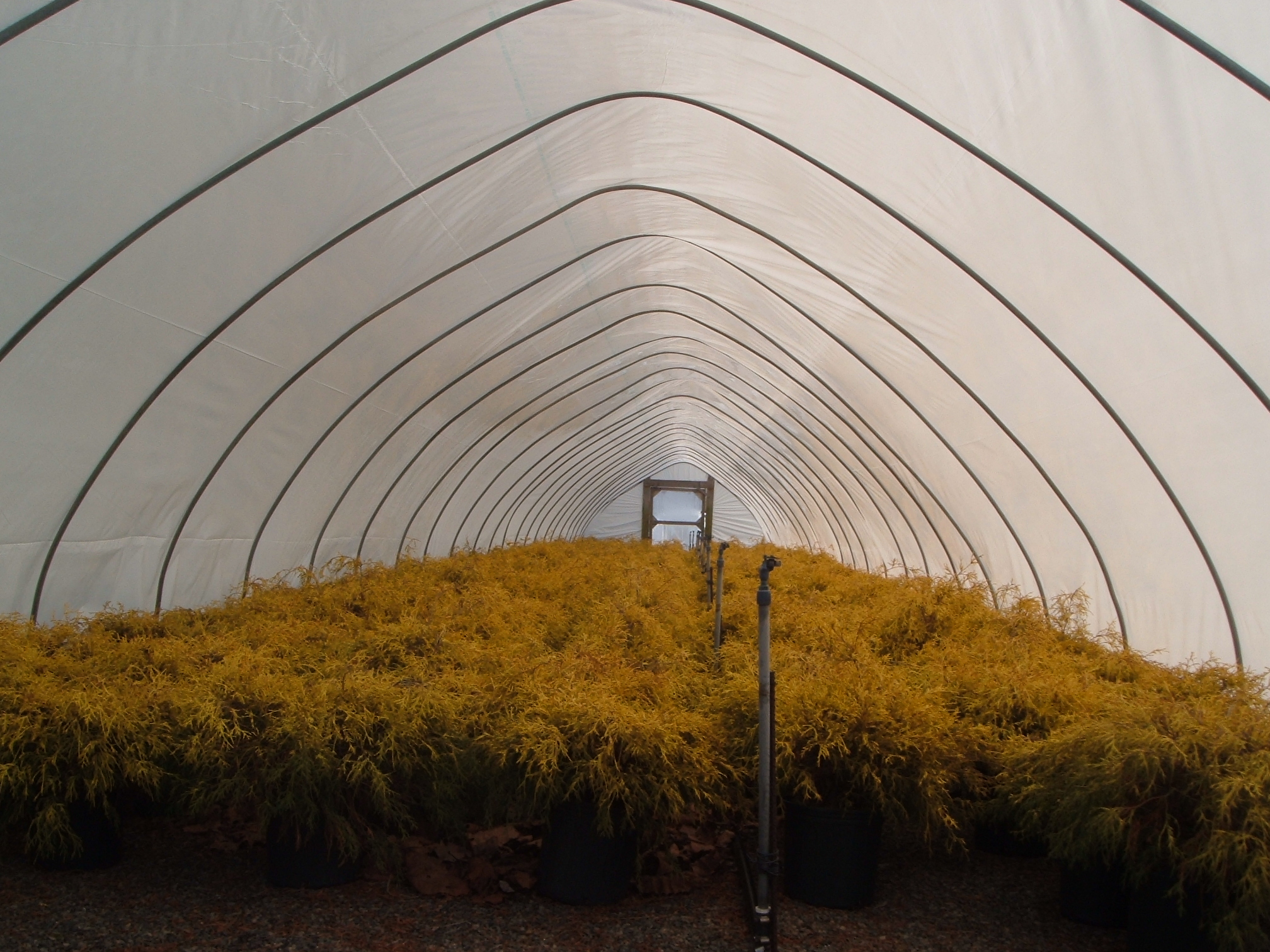
Теплица, обтянутая полимерной плёнкой

Наряду с удобрениями химия снабжает аграрный сектор веществами для химической защиты растений. Их использование, кроме повышения урожайности за счёт точечного уничтожения насекомых-вредителей, позволило также снизить и цены на продукцию, что сделало её более доступной для населения. Также существует перспективная технология покрытия семян посевных растений защитным нанослоем полимера — так называемое капсулирование. Образованная полимером защитная капсула предотвращает попадание в семена излишней влаги при хранении, защищает их от почвенных инфекций при посеве и повышает всхожесть.

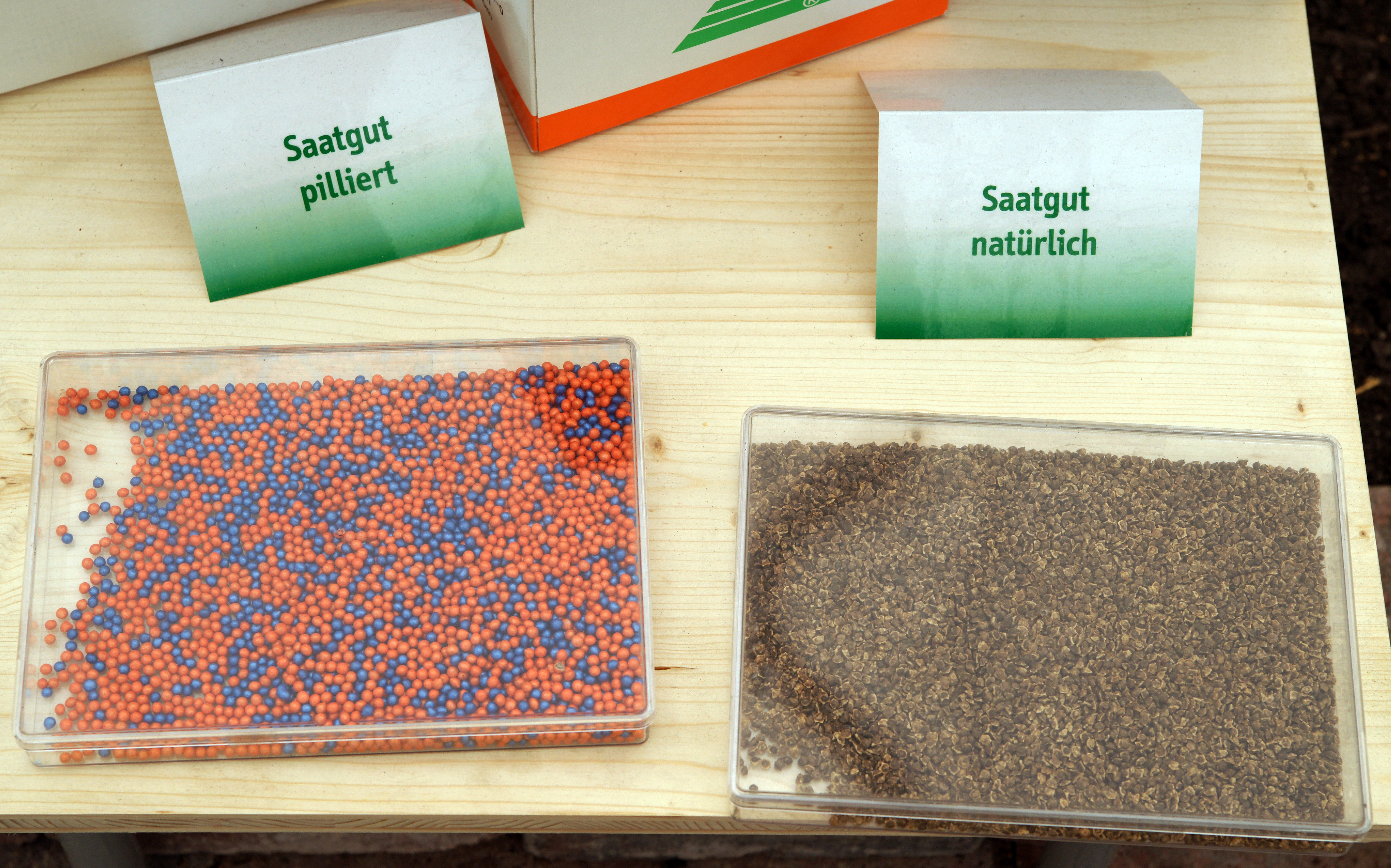
Капсулированные семена (слева)

Для изготовления парников и теплиц в сельском хозяйстве нашли своё применение полиэтилен и поликарбонат. Изоляционные свойства этих полимеров позволяют выращивать растения даже в условиях неблагоприятной внешней среды.

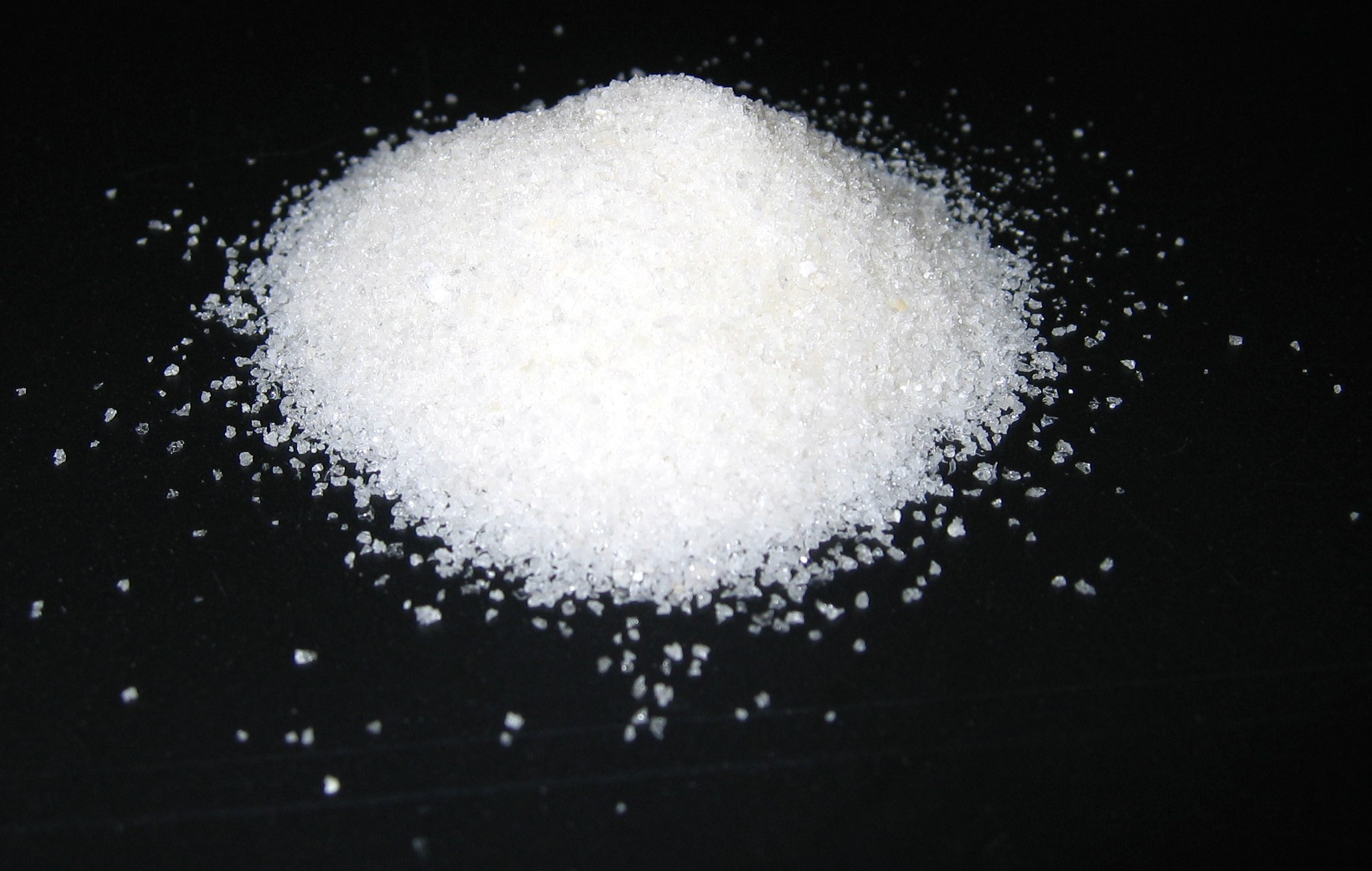
Суперабсорбирующий полимер (САП)

Для контроля влажности почвы в жарких и засушливых районах планеты перспективным является использование САП (суперабсорбирующих полимеров). В России САП применяют, в основном, в засушливых, южных регионах, где высоки расходы на полив. САП представляют собой мелкие гранулы, которые при взаимодействии с водой превращаются в гидрогель и начинают работать как «мини-резервуар»: они впитывают воду, когда идёт орошение (дождь или полив), и выделяют её во время засухи, стабилизируя таким образом влажность почвы, чтобы урожай не погиб. Кроме того, сельскохозяйственные САП почти на 20 % состоят из калия, что сокращает количество необходимых для выращивания урожая удобрений.
Предоставленные химией возможности по защите растений и повышению урожайности позволили аграрному сектору совершить за последнее столетие мощный рывок, без которого проблема голода в современном мире была бы куда более острой.

### Упаковка

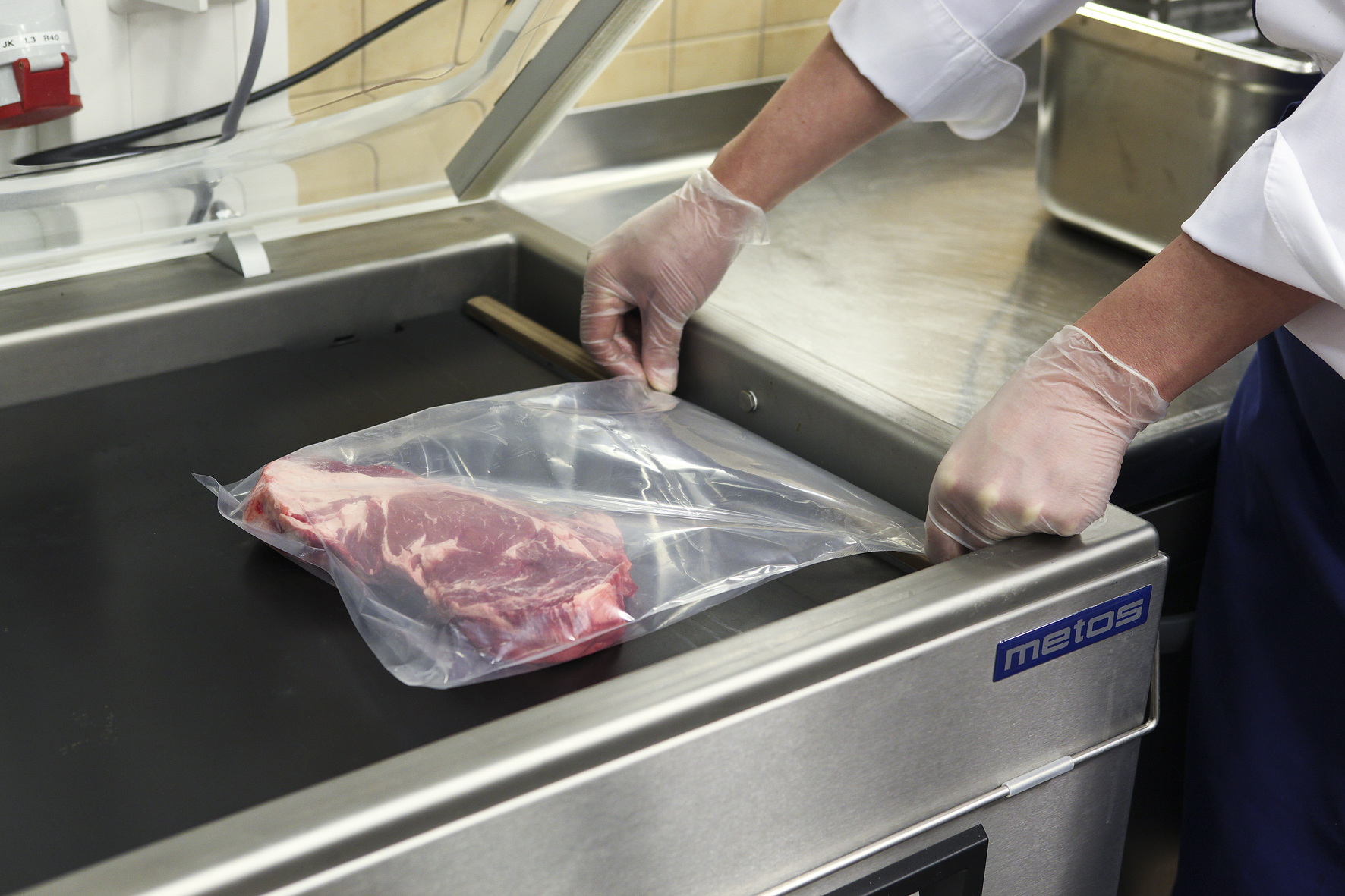
Мясо в полимерной вакуумной упаковке

Герметичная упаковка, производимая из полимерных материалов, значительно увеличивает срок годности продукции. Это, в свою очередь, позволяет снизить количество пищевых отходов за счёт сокращения числа просроченных продуктов, а также даёт толчок к развитию всей мировой экономики, так как даже длительная транспортировка продуктов в полимерной упаковке не приводит к их порче. 

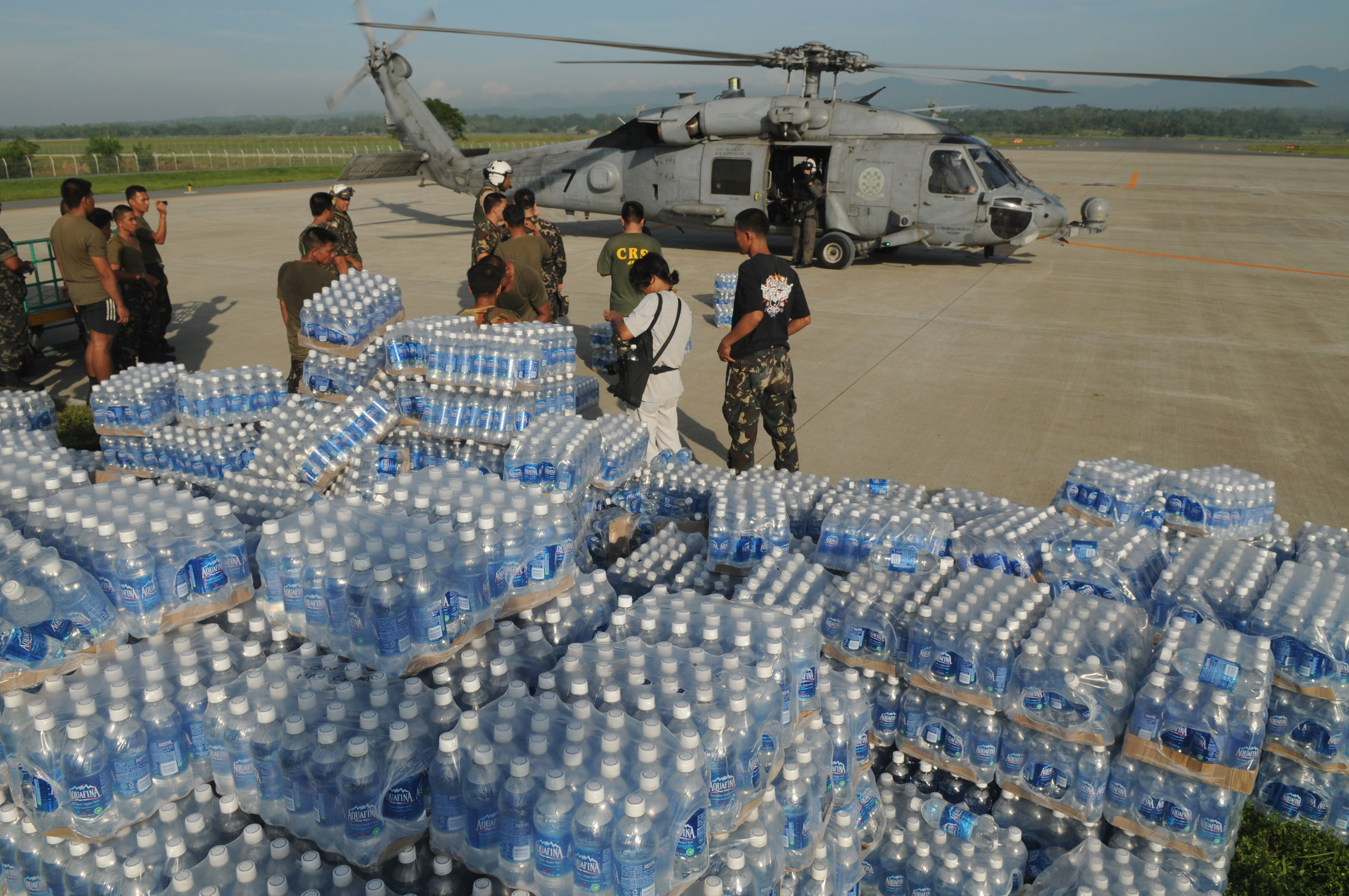
Запакованная американская гуманитарная помощь на Филиппинах

К примеру, благодаря полимерной упаковке стала возможной круглогодичная доставка свежих фруктов в северные страны и регионы: северную часть России, Норвегию, Швецию, Финляндию, Канаду и Аляску (США). В свою очередь, вакуумная упаковка, которая стала возможной за счёт применения герметичных полимеров, позволяет без использования консервантов увеличивать срок годности мяса в среднем в два раза за счёт замедления окислительных процессов. При текущем уровне потребления неупакованного мяса можно было бы сократить забой скота в РФ на долю вплоть до 20 %, если предположить, что упаковка этого товара герметичным полимером позволила бы полностью избавиться от пищевых отходов, вызванных истечением срока годности продукта.

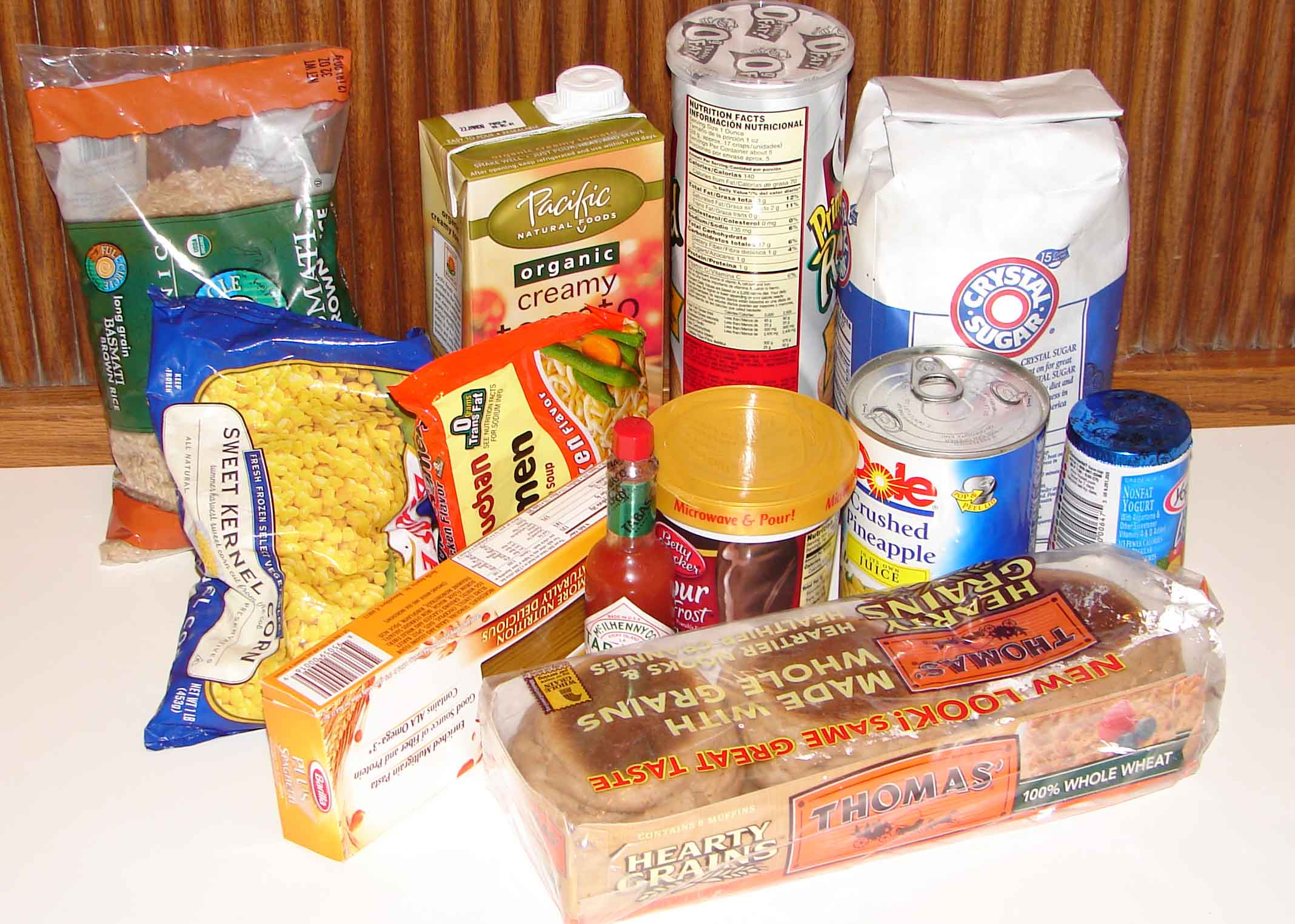
Примеры пищевой упаковки из полимерных материалов

Кроме того, непроницаемая упаковка незаменима при доставке гуманитарной помощи в районы стихийных бедствий и районы ведения боевых действий. В подобных обстоятельствах, когда осуществление успешной доставки критически важно, но условия, в которых она будет осуществляться, непредсказуемы, — незащищённый от воздействия внешней среды товар легко может быть испорчен. 

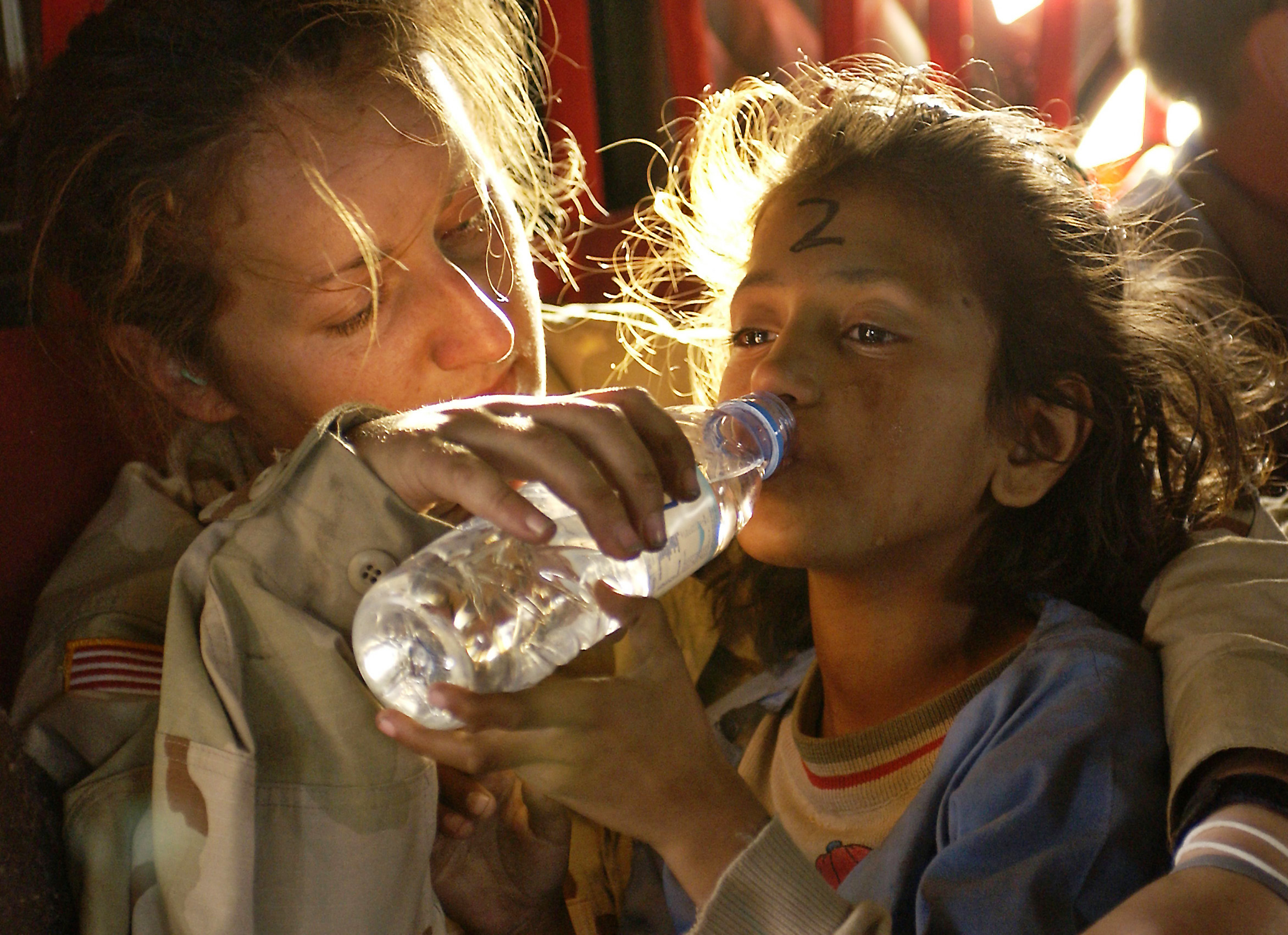
Солдат даёт пакистанской девочке воды во время её транспортировки в Исламабад

Упаковочная плёнка из полипропилена (БОПП-плёнка) за счёт своей термоустойчивости может быть подвергнута высокотемпературной стерилизации, что делает её очень ценной для пищевой промышленности и медицины: к примеру, хранящиеся в упаковке из БОПП-плёнки медицинские принадлежности могут быть простерилизованы прямо в ней. В обществе существуют необоснованные страхи того, что якобы все без исключения виды пластика при их нагревании в микроволновой печи становятся небезопасными для организма. Однако наиболее распространённые пластики — полиэтилен и полипропилен — полностью безопасны в условиях температурного воздействия: они не выделяют во внешнюю среду никаких вредных соединений и не представляют никакой угрозы здоровью человека. Более того, производители пластиковой пищевой тары снабжают свою продукцию маркировкой, в которой отображается информация о том, допустимо ли нагревать пластиковый контейнер — потребитель, таким образом, всегда имеет возможность самостоятельно проверить продукцию перед её использованием, что минимизирует вероятность нагревания тары, изготовленной из пластика, который для этого не предназначен.
Другой распространённый материал упаковки — полиэтилен. Его используют для изготовления упаковочного скотча, стретч-плёнки и полиэтиленовых пакетов. Для производства пластиковой тары широко используется ПЭТФ. Хранение питьевой воды в ПЭТФ-бутылках позволяет сохранять её пригодной к употреблению на протяжении длительного времени, что, в свою очередь, даёт возможность накапливать её запасы для использования в условиях дефицита — засухи, блокады и др. 
Распространённые заблуждения о том, что ПЭТФ-бутылки выделяют фталаты, не имеют под собой никакого научного фундамента и основаны, как правило, на заблуждениях, вызванных схожестью в звучании наименований химических соединений. Необходимо понимать, что потенциально небезопасные для человека фталаты (дибутилфталат, изобутилфталат и др.) используются в промышленности в качестве пластификаторов, однако производство продукции из ПЭТФ, ввиду высокой текучести последнего, полностью исключает использование этих веществ в ПЭТФ-таре.

Сфера дорожного строительства открывает значительные перспективы для применения полимеров в качестве высокоэффективного дорожного покрытия. В частности, голландской компанией VolkerWessels разрабатывается модульная дорога из отдельных пластиковых плит: утверждается, что её строительство осуществляется гораздо быстрее по сравнению со стандартной асфальтовой дорогой, а последующее обслуживание будет требовать меньших ресурсозатрат. Кроме того, добавление в обычный асфальт особого материала — тэрмоэластопластов (ТЭП) — в концентрации 3-10 % от общей массы позволяет получить полимерный битум, который при общем удорожании дорожного полотна не более чем на 1 % отличается прочностью, устойчивостью к образованию трещин, тепло- и морозостойкостью, водостойкостью и устойчивостью к сдвигам. Совокупность этих свойств делает полимерный битум гораздо более эффективным материалом для дорожного строительства по сравнению с традиционным асфальтом. В частности, использование полимерного битума уже позволило сократить затраты на эксплуатацию дорог в США на 10-30 %, а в Канаде повысить долю дорог, находящихся в хорошем состоянии, с 43 % до 75 %. В Китае с 2000 года использование полимерного битума при строительстве дорог является обязательным. 

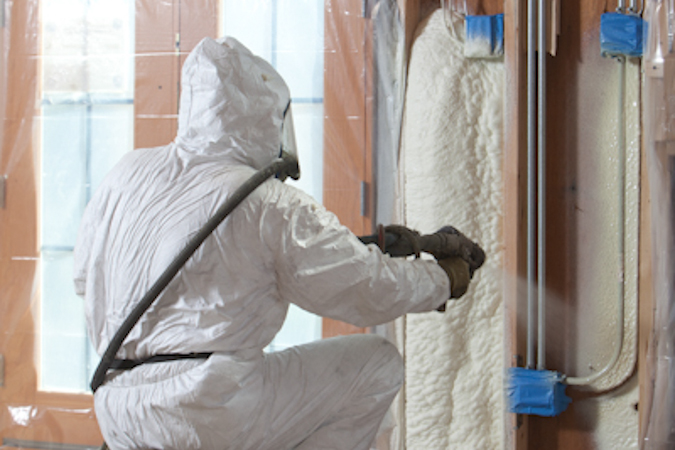
Распыление ППУ для теплоизоляции дома

Благодаря своим уникальным теплоизоляционным свойствам в строительстве широкое распространение получили вспененный полистирол (ПСВ) и пенополиуретан (ППУ). ППУ при этом обладает самым низким коэффициентом теплопроводности среди утеплителей (0,022), что делает его на данный момент самым эффективным теплоизолятором. В качестве паро-, гидро- и звукоизоляции также используется полиэтилен. Безопасность ПСВ как материала для утепления домов ставилась в своё время под сомнение (ввиду легкой воспламеняемости материала) — однако на данный момент эти опасения не являются более актуальными в силу использования при производстве ПСВ специальных добавок — антипиренов, которые обеспечивают высокую степень огнезащиты утеплителя.

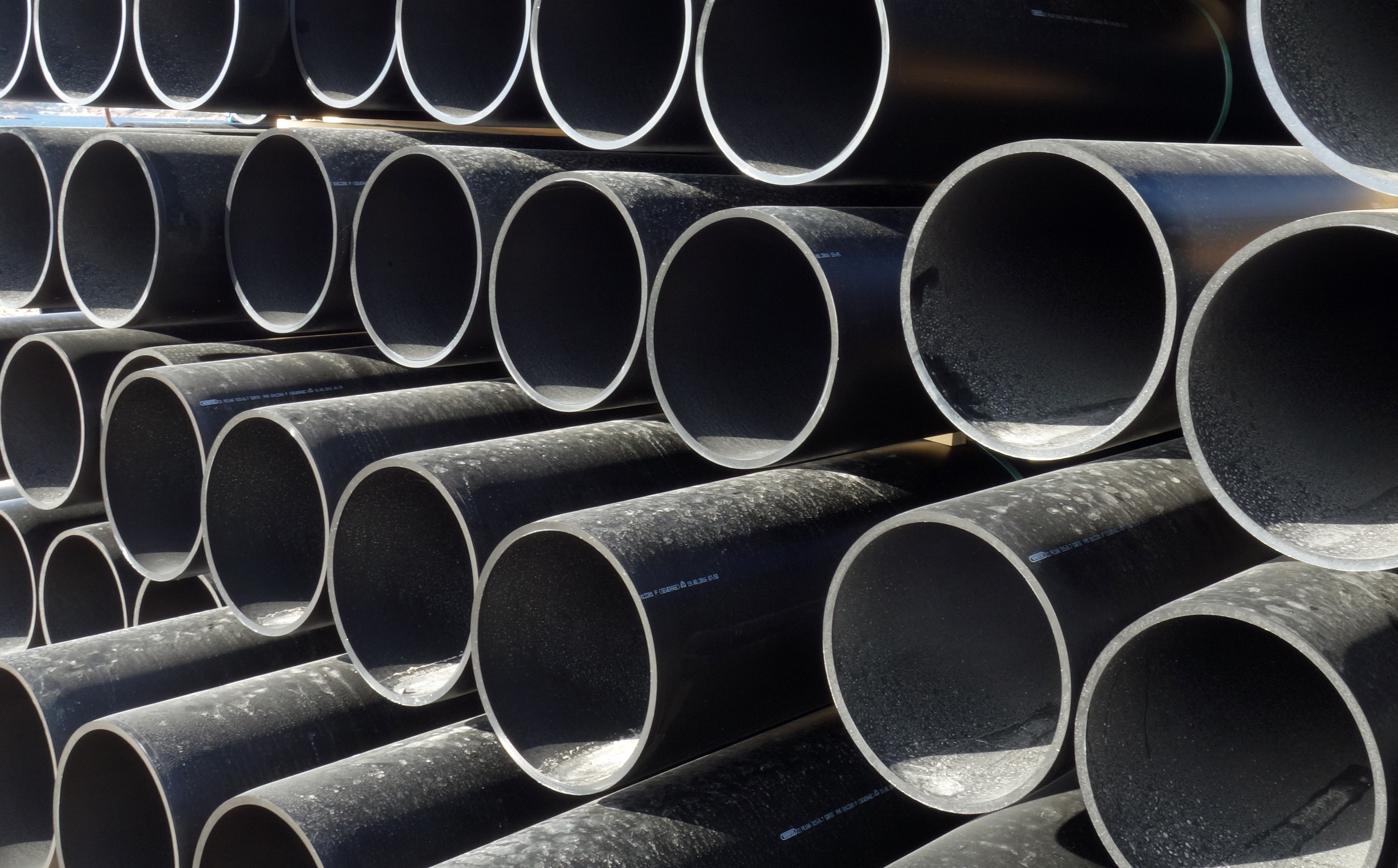
Полимерные трубы

Кроме того, полимеры находят своё применение в строительстве и в качестве электроизоляции, а сшитый полиэтилен, наряду с полипропиленом и ПВХ, используют для производства различных видов труб, которые по сравнению с трубами из стали отличаются долговечностью, устойчивостью к коррозии, лёгкостью монтажа и низкой потерей тепла при транспортировке горячей воды.
ПВХ также используется для изготовления широко известных пластиковых окон, которые по сравнению со стеклянными аналогами сохраняют больше тепла, обеспечивают лучшую звукоизоляцию и имеют гораздо более длительный срок службы. В обществе бытуют необоснованные опасения касательно пластиковых окон, которые якобы выделяют небезопасный для человеческого организма хлористый водород. Эти страхи, однако, не имеют под собой никакого обоснования — для выделения из ПВХ даже незначительного количества хлористого водорода требуется в течение длительного времени поддерживать температуру окружающей среды на уровне порядка 800 градусов по Цельсию, что в бытовых условиях недостижимо.

## Направления химии, обеспечивающие инновационное развитие
Возможности химии активно изучаются современной наукой — новые открытия совершаются постоянно. Непрерывное развитие обуславливает значительное количество новообразующихся областей применения перспективных разработок на основе тех или иных искусственно синтезированных веществ.
К примеру, «умные» материалы, изготавливаемые на основе полимеров, обладают уникальными возможностями по изменению своих свойств под внешним воздействием: обладают способностями к самовосстановлению, самосмазыванию и самоочищению, обладают эффектом памяти формы. Применение «умных» материалов открывает большие возможности в самых различных сферах применения.
Так, компанией Michelin в 2011 году уже была представлена технология Selfseal на основе «умных» материалов, благодаря которой автомобильные шины способны к мгновенному самовосстановлению при проколе. Целый ряд компаний и университетов также проявляют заинтересованность в «умных» материалах — к примеру, Airbus ведутся разработки в области применения способных к самозаживлению материалов при производстве крыла самолёта, а в MIT ведутся исследования по применению полимеров для создания самовосстанавливающихся строительных материалов («умного» асфальта, бетона и пр.). Кроме того, «умные» полимеры имеют большие перспективы в текстильной промышленности — на их основе можно создавать одежду, способную самостоятельно генерировать энергию, следить за состоянием своего хозяина и восстанавливаться при повреждениях.

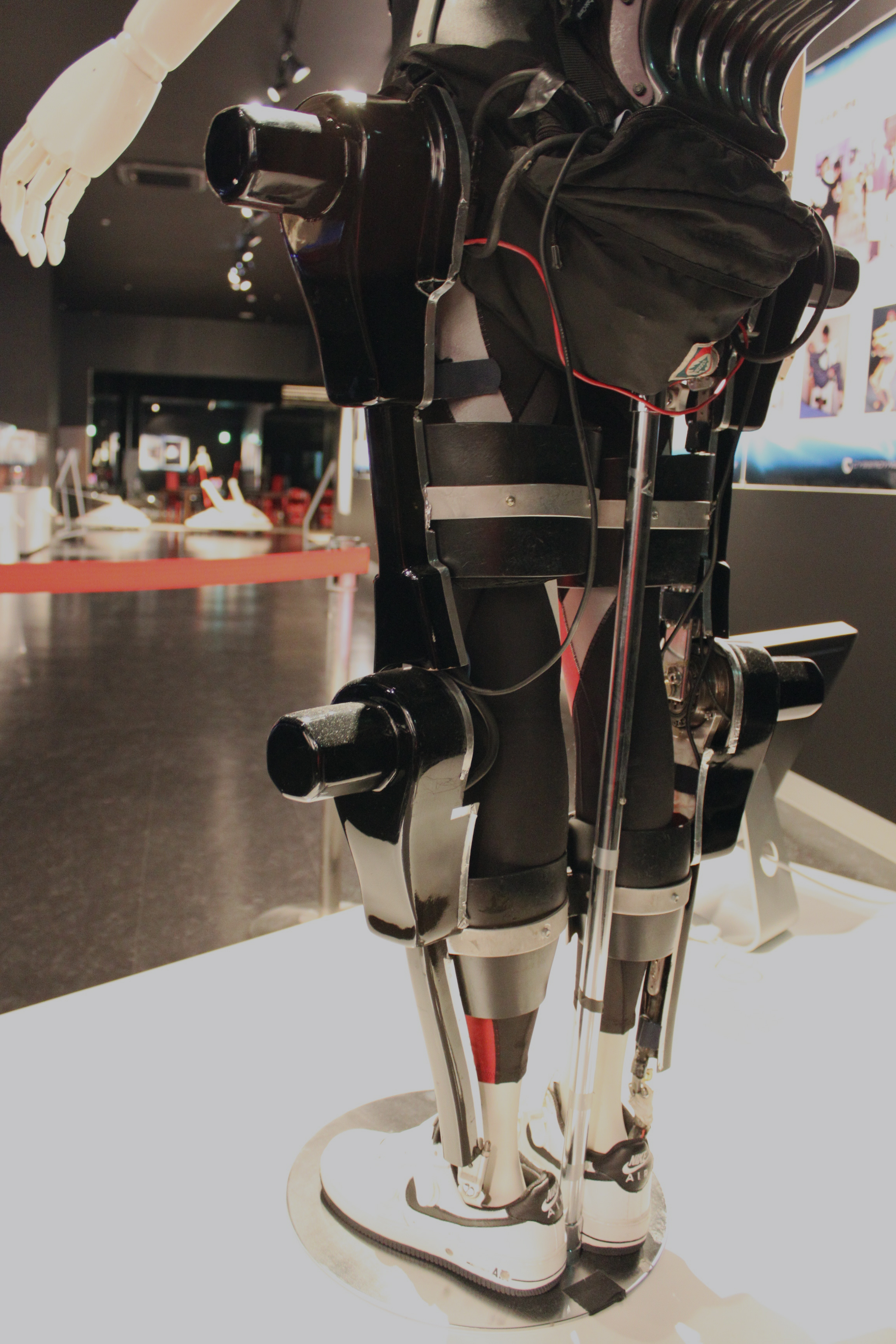
Медицинский экзоскелет HAL, разработанный японской компанией Cyberdine Inc., предназначенный для реабилитации больных после инсульта

Углеродные нанотрубки, создаваемые на основе графена, и электропроводящие полимеры в будущем способны будут заменить медь и прочие металлы во многих электросхемах за счёт куда более широких возможностей по эксплуатации. Научная ценность этих материалов чрезвычайно велика — за открытие электропроводящих полимеров и опытное изучение свойств графена были получены Нобелевские премии по химии и физике в 2000 и 2010 годах соответственно.
Активно развивающаяся сфера робототехники в будущем потребует значительные объёмы легких, прочных и стойких к агрессивным средам материалов — этот спрос на данный момент может быть удовлетворён только за счёт композитов. Потенциалом для робототехники обладают также и электроактивные полимеры, формой которых можно управлять под воздействием электрических импульсов — они рассматриваются как один из основных материалов для создания искусственных мышц. Важным драйвером развития для разработок на основе композитов и электроактивных полимеров являются и экзоскелетные технологии, во многом пересекающиеся с робототехникой и обладающие большим потенциалом в военной, медицинской, спасательной и строительной сферах.
По прогнозу ООН, к 2030 году 67 % населения Земли может оказаться без доступа к чистой питьевой воде. На фоне обостряющегося водного кризиса чрезвычайную важность приобретает также такая сфера, как фильтрация и опреснение воды — процесс, для которого применяются мембраны из полимеров. Использование данных технологий уже активно ведётся — ярким примером является Дубай.
В 2016 году Нобелевская премия по химии была присуждена за проектирование и синтез молекулярных машин — механизмов, задействующих в полезной работе отдельные молекулы вещества. Перспективы этой технологии ещё не до конца ясны, однако предполагается, что в будущем подобные микроскопические машины могут быть использованы для высокоточной доставки лекарств в отдельные виды клеток человеческого организма.

## Вторичная переработка пластиков и экономика замкнутого цикла
Один из основных продуктов современной химической промышленности — термопласты (или пластики) являются основой устойчивого развития в условиях экономики замкнутого цикла (ЭЗЦ) — модели экономики нового поколения, основанной на принципах сокращения бесполезных отходов и использования возобновляемых ресурсов. Такие свойства пластиков, как широкая распространённость и лёгкость переработки, делают их уникальным материалом, использование которого позволило бы добиться снижения образования отходов, сокращения негативного влияния на экологию, а также поспособствовало бы созданию новых рабочих мест и повышению общего уровня благосостояния населения. По предварительным оценкам, потенциальные выгоды от повсеместного внедрения модели ЭЗЦ огромны: к 2025 году мировая экономика сможет ежегодно получать около $1 трлн, а в срок, равный 5 годам, ежегодные объёмы захоронения отходов снизятся на 100 млн тонн.
Ярким примером использования вторично переработанных пластиков является их применение в качестве материала для дорожного покрытия. Подобное применение позволило бы значительно повысить качество дорожного полотна (дорога из переработанного пластика на 60 % прочнее и в 10 раз долговечнее асфальтового аналога) и одновременно решить проблему утилизации использованного пластика, которая на данный момент достаточно актуальна в мире.

## Факторы, обуславливающие массовый характер хемофобии в современном обществе

### Широкая распространённость недостоверной информации
Несмотря на то что рост количества социальных медиа, происходивший в последние годы, привёл к безусловным положительным эффектам (доступности информации и высокой скорости реакции интернет-сообщества), существуют и негативные последствия этого процесса — низкое общее качество информации и сложность её фильтрации обычным пользователем сети. Эти факторы являются одними из основных причин распространённости хемофобии в современном обществе. В силу того, что количество ничем не подтверждённой информации в открытых источниках значительно превышает доступные научные данные по теме (к которым в обществе в силу сложности их восприятия, как правило, и не проявляется особого интереса), население находится в «информационном пузыре» и испытывает сложности в объективном восприятии действительности.
Значительный вклад в предрасположенность общества к хемофобии внесло обесценивание науки и появление «культа новичка» (наделения дилетанта правом наравне с экспертом высказывать своё мнение). Это привело к снижению общего уровня ответственности и профессионализма среди авторов информационных сообщений, что и обуславливает большое количество неверной и противоречивой информации в Интернете. Кроме того, отсутствие у современного общества склонности к проверке достоверности получаемых сведений делает возможной массовую дезинформацию населения.
Благодаря достижениям аналитической химии с каждым годом повышается точность анализа химического состава материалов, что позволяет обнаруживать более малые концентрации веществ. Когда данные химического анализа товаров попадают в руки недобросовестных распространителей информации, это также становится мощной предпосылкой развития хемофобии: в социальных сетях и ряде СМИ нередко тиражируются новости о том, что в составе распространённых в повседневной жизни товаров обнаружены те или иные «химические» вещества. При этом не сообщаются обнаруженные концентрации и их сравнение с допустимым суточным потреблением (ADI), что не позволяет судить о том, насколько исследованные товары опасны/безопасны для людей. Учёные заявляют, что вещества, которые обнаруживают, например, в воде в объёмах значительно более низких, чем допустимая концентрация, являются обычным явлением в природе и никакой угрозы для людей не представляют. К примеру, наличие в продукции формальдегида в минимальных концентрациях является абсолютно нормальным явлением и не представляет опасности для людей. Более того, формальдегид вырабатывается в небольших количествах самим человеческим организмом в результате процессов его жизнедеятельности.

### Блогеры

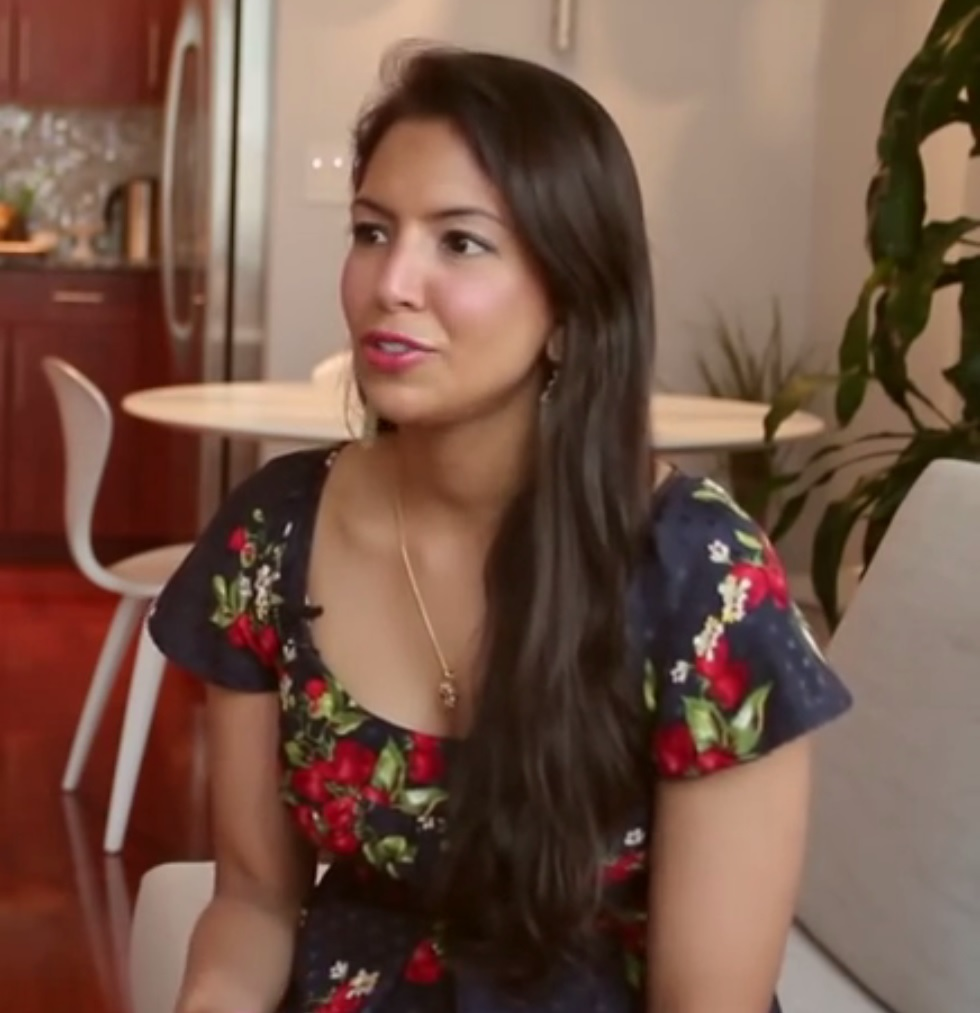
Блогер Вани Хари (псевдоним — Food Babe), остро критикуемая за хемофобию

Блогеры в настоящее время, обладая аудиторией, зачастую сравнимой с таковой у некоторых СМИ, имеют значительный по своей силе потенциал воздействия на общественное мнение. При этом нередко блогеры распространяют противоречивую или недостоверную информацию.
Ярким примером распространителя недостоверной информации о товарах химической промышленности является известный в США блогер — Вани Хари (также известная как Food Babe). Целый ряд учёных критикуют блог Food Babe за псевдонаучный подход и хемофобию.
Кроме сообщений в СМИ и Интернете, недостоверная информация нередко распространяется также посредством докладов, подготовленных рядом недобросовестных НКО и комитетов, консультирующих государственные структуры в некоторых странах. Ярким примером является некорректный отчёт Комиссии по раковым заболеваниям при президенте США за 2008—2009 гг., который был чрезвычайно негативно воспринят научным сообществом — авторы отчёта не взаимодействовали в процессе работы со специалистами по раковым заболеваниям и делали в итоге никак не подтверждённые фактами утверждения о вреде искусственно синтезированных веществ. Характерными чертами подобных докладов являются: ошибочный анализ данных, некорректная оценка подверженности людей воздействию тех или иных веществ, а также безответственное тиражирование неподтверждённой информации.
Более того, НКО могут быть, в том числе, использованы третьими сторонами в целях достижения определённых политических целей посредством массовой дезинформации и искажения фактов. Подобное манипулирование в условиях современной геополитики является одним из распространённых методов ведения так называемой информационной войны.

### Нежелание учёных ввязываться в обсуждение скандальных тем
Значительное число учёных хорошо осведомлены о широко распространённых в обществе заблуждениях об опасности продукции, полученной при помощи химии, однако они предпочитают не высказываться на эту тему. Основной причиной является нежелание учёных ставить под угрозу свою репутацию, ввязываясь в обсуждение противоречивых и скандальных тем. В свою очередь, общественность воспринимает молчание со стороны научного сообщества как безмолвное согласие с информацией, распространяемой в Интернете и через СМИ.

### Предупредительный принцип реагирования
Правительства многих стран склонны отвечать на неподтверждённые фактами сообщения об опасности тех или иных веществ/материалов согласно так называемому «предупредительному принципу реагирования», когда в качестве меры предосторожности реагирование на риск производится до его непосредственной оценки, основываясь на ничем не подтверждённых «опасениях». Этот способ реагирования безопасен для правительств с политической точки зрения: являясь по своей сути формой популизма, он одновременно страхует представителей власти от рисков, связанных с падением политического рейтинга, если вещество, в отношении которого высказываются «опасения», всё-таки окажется опасным и станет причиной появления пострадавших среди населения до окончания исследований его свойств.

## Последствия хемофобии для общества
Хемофобия является серьёзной глобальной проблемой в силу своей широкой распространённости в современном обществе. Кроме общего негативного влияния на научную грамотность населения она может приводить и к необоснованному падению потребления высококачественных товаров, производство которых стало возможным за счёт значительных исследовательских усилий учёных, приведших к совершению научных открытий и даже получению Нобелевских премий по химии, физике и медицине. Хемофобия также провоцирует государственные власти на введение запретов, которые тормозят технологическое и экономическое развитие, что приводит к значительным неблагоприятным последствиям для общества.

## Альтернативное использование термина
Иногда под хемофобией понимают нежелание изучать химию в школе либо вузах.